# Lechang

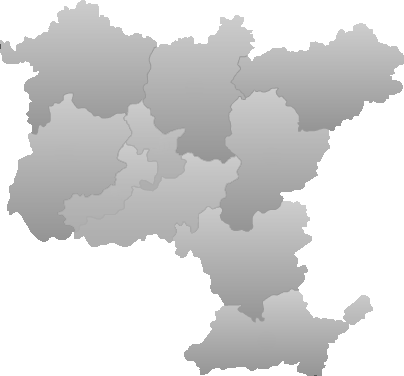
Lage der kreisfreien Stadt Lechang im Gebiet der bezirksfreien Stadt Shaoguan

Die Stadt Lechang (乐昌市,  Lèchāng Shì) ist eine kreisfreie Stadt der bezirksfreien Stadt Shaoguan im Norden der chinesischen Provinz Guangdong. Sie hat eine Fläche von 2.419 km² und zählt 383.498 Einwohner (Stand: Zensus 2020).

## Administrative Gliederung
Auf Gemeindeebene setzt sich die kreisfreie Stadt aus einem Straßenviertel und sechzehn Großgemeinden zusammen. 